# Līga Šurkusa
Līga Šurkusa (Saldus, 16 luglio 1991) è un'ex cestista lettone.

## Carriera
Con la Lettonia ha disputato i Campionati europei del 2013.